# Lepanthes tridens
Lepanthes tridens är en orkidéart som beskrevs av Oakes Ames. Lepanthes tridens ingår i släktet Lepanthes och familjen orkidéer.
Artens utbredningsområde är Costa Rica. Inga underarter finns listade i Catalogue of Life.